# Isaac Milner
Isaac Milner (1750 – 1820) va ser un matemàtic, químic i religiós anglès conegut per haver estat el setè professor lucassià de la universitat de Cambridge.
Després d'ingressar a la universitat de Cambridge com un senzill becari i graduar-se amb honors el 1774, va ser ordenat diaca de l'Església d'Anglaterra i nomenat fellow del Queens' College de Cambridge. A partir de 1782 va ser professor de filosofia natural de la universitat i el 1798 va succeir Edward Waring en la Càtedra Lucasiana de matemàtiques.
Tot i que va fer un important descobriment per la producció d'àcid nitrós (component important de la pólvora), la seva producció científica no és gens original i destaca per la permanent sospita sobre les obres dels grans matemàtics francesos de la seva època. Tant en el seu mandat com en el del seu predecessor (Waring), la recerca va ser desconeguda i l'especialització desencoratjada.